# La Democracia (semanario)
La Democracia fue un Semanario uruguayo afín al Partido Nacional.

## Historia
Lo fundó en 1981 la Editorial Por la Patria S.A. (presidida por el  historiador, investigador, educador y político Juan Ernesto Pivel Devoto) como medio de prensa del Movimiento Por la Patria, opositor a la dictadura cívico-militar que regía en el país, en representación de su líder exiliado, Wilson Ferreira Aldunate.
En la etapa inicial, sus directores fueron los doctores Alberto Zumarán, Roberto Rubio y Mario Jaso. Posteriormente, Juan Martín Posadas, quien fue reemplazado por el propio Wilson Ferreira al volver de su exilio. Martín Labat, Diego Achard y Aníbal Steffen fueron algunos de sus redactores responsables hasta el fallecimiento de Ferreira en 1988. Steffen se mantuvo al frente del semanario hasta 1990 en que se dejó de editar. Alguna de sus secciones más recordadas de aquella primera etapa fueron las contratapas escritas por el escritor Julián Murguía y los editoriales del propio Wilson Ferreira. 
A partir de 1997, La Democracia volvió a editarse. Fue dirigida sucesivamente por el Dr. Alembert Vaz, el Dr. Alberto Volonté (quien presidía el Directorio del Partido Nacional), y  la Dra. Ana Lía Piñeyrúa, mientras Anibal Steffen continuaba en su rol de Redactor Responsable. En 2007, la Dirección de la publicación pasó a manos del Dr. Jorge T. Bartesaghi, quien la dirigió durante sus últimos 10 años de existencia impresa (Bartesaghi falleció el 15 de diciembre de 2021); y su editor Aníbal Steffen.

## Actualidad
Desde 2016, La Democracia es un medio digital (lademocracia.info), con el nombre de La Democracia Digital y con formato de portal de noticias, sigue siendo editado honorariamente por Aníbal Steffen.  